# Slivilești
Slivilești è un comune della Romania di 3805 abitanti, ubicato nel distretto di Gorj, nella regione storica dell'Oltenia.
Il comune è formato dall'unione di 8 villaggi: Cojmănești, Miculești, Slivilești, Strâmtu, Sura, Șiacu, Știucani, Tehomir.